# 梅哈拉加奥恩
梅哈拉加奥恩（Mehara Gaon），是印度中央邦Hoshangabad县的一个城镇。总人口4306（2001年）。

## 人口
该地2001年总人口4306人，其中男性2259人，女性2047人；0—6岁人口527人，其中男288人，女239人；识字率74.90%，其中男性为82.43%，女性为66.59%。